# Drahoslav Gric
Drahoslav Gric (* 15. května 1985 v Šošůvce, okr. Blansko) je český varhaník. Pravidelně spolupracuje s předními českými orchestry (Symfonický orchestr hl. města Prahy FOK, Filharmonie Brno aj.)

## Život a kariéra
Je absolventem ZUŠ v Blansku, brněnské konzervatoře (prof. Zdeněk Nováček, 2006) a řady interpretačních kurzů. Vystudoval Hudební fakultu AMU v Praze u doc. Jaroslava Tůmy (2006–11). V roce 2007 obdržel 2. cenu na Mezinárodní interpretační soutěži v Brně a v roce 2008 zvítězil na mezinárodní varhanní soutěži Augusta Gottfrieda Rittera v německém Magdeburku. Hrával zprvu jako pomocný a pak v letech 2002–2005 jako hlavní varhaník při kostele Panny Marie Bolestné ve Sloupě. V Praze působil v modřanské farnosti, u Svatého Vojtěcha ve Vojtěšské ulici a v současnosti (2023) na tradičních mších svatých v kostele Nanebevzetí Panny Marie a sv. Karla Velikého na Karlově.
Pedagogicky působí na ZUŠ v Čelákovicích.
Je vyhledávaným interpretem soudobé varhanní literatury.
Jeho manželkou je varhanice Táňa Gricová.